# Yellow Submarine (노래)
〈Yellow Submarine〉는 폴 매카트니와 존 레논이 쓰고 링고 스타가 리드 보컬로 부른 1966년도 비틀즈 노래다. 정규 음반 《Revolver》 (1966)와 〈Eleanor Rigby〉의 뒷면에 담긴 싱글의 형태로 출시되었으며, 싱글은 주요 영국 차트에서 1위를 휩쓸며 4주간 그 자리를 지켰다. "1966년의 영국에서 그 어느 싱글보다 많은 판매고 인증을 받아" 아이버 노벨로상에서 수상한다. 미국에서는 빌보드 핫 100 차트에 2위까지 올랐으며, 따라서 이것이 스타가 리드 보컬로 공헌한 비틀즈의 노래 중 가장 성공한 것이 되었다.
추후 영국의 애니메이션 장편 영화 《옐로 서브마린》과 영화의 사운드트랙 음반의 제목으로 쓰인다. 당초 어린이를 위한 넌센스 송으로 기획되었지만, 이 곡은 당시 다양한 사회 및 정치적 해석이 제기되었다.

## 작곡
매카트니는 제인 애셔의 부모님 집에 살고 있던 당시 곡에 대한 영감을 받았다. "저는 애셔의 다락방에 있는 침대에 드러누워 있었어요 ... 링고를 위한 곡을 생각하고 있었는데, 결국 그렇게 되었죠. 아무튼 저는 보컬의 기복이 심하지 않게 했고, 그러다 일종의 노수부 얘기를 지어내게 되었어요. 어린 아이들에게 그가 어디서 살았는지를 얘기하는 식으로요. 제 기억으로는 대부분 제가 쓴 곡인 듯 해요 ... 존도 도와준 것 같네요. 가사는 제대로 기억이 나지는 않지만, 후렴과 멜로디, 그리고 절은 제 것이에요." 노래의 도입부는 가지각색의 잠수함을 묘사하면서 시작하지만, 오로지 노란색 잠수함만이 가사에 나타난다.
1967년 3월의 합동 인터뷰에서 매카트니와 레논은 곡의 멜로디가 협업을 통해 제작되었다고 밝혔다. 이들은 매카트니가 후렴을 가지고 왔을 때 레논이 이미 절의 멜로디를 썼으며, 그 뒤 이 두 개의 요소를 하나의 곡에 합치기로 결정했다고 말했다. 1980년 인터뷰에서 레논은 그 곡에 대해 더욱 자세한 얘기를 들려줬다. "〈Yellow Submarine〉은 폴의 아가에요. 도노반이 가사를 도왔죠. 저 또한 가사를 도왔구요. 실상 우리들은 스튜디오에서 숨을 불어넣었습니다. 하지만 폴의 영감에 기반을 두었죠. 폴의 아이디어에 폴의 제목... 그리고 링고를 위해 썼습니다." 도노반은 가사 중 "Sky of blue and sea of green"을 썼다. 매카트니는 말한다. "거기는 행복한 곳이에요. 그것 뿐이죠. 그게 말이에요 ... 우리는 아동용 노래를 쓰고 싶었어요. 그게 기본 아이디어였어요. 그리고 아동용 노래 그 이상의 뜻이 가사에 담겨있다고 해석하시면 안돼요."

## 참고 문헌
- “Badmeaningood 2”. 《MTV》. 2008. 2009년 7월 13일에 원본 문서에서 보존된 문서. 2008년 9월 9일에 확인함.
- The Beatles (2000). 《The Beatles Anthology》. San Francisco: Chronicle Books. ISBN 0-8118-2684-8.
- Fontenot, Robert (1999년 8월 20일). “Yellow Submarine”. 《About.com》. 2012년 4월 17일에 원본 문서에서 보존된 문서. 2017년 5월 25일에 확인함.
- Gilliland, John (1969). “The Rubberization of Soul: The great pop music renaissance.” (audio). 《Pop Chronicles》. Digital.library.unt.edu.
- Lewisohn, Mark (1988). 《The Beatles Recording Sessions》. New York: Harmony Books. ISBN 0-517-57066-1.
- MacDonald, Ian (2005). 《Revolution in the Head: The Beatles' Records and the Sixties》 Seco Revis판. London: Pimlico (Rand). ISBN 1-84413-828-3.
- Martin, George; Hornsby, Jeremy (1994). 《All You Need Is Ears》. New York: St. Martin's Press. ISBN 0-312-11482-6.
- “Maurice Chevalier - de "Valentine" à "Yellow Submarine"”. 《Database.cd》. 2008. 2011년 7월 6일에 원본 문서에서 보존된 문서. 2008년 9월 10일에 확인함.
- [(영어) https://www.allmusic.com/artist/p14864/songs/all-songs “Maurice Chevalier Songs”] |url= 값 확인 필요 (도움말). 《Allmusic》. 2009. 2009년 12월 28일에 확인함.
- Miles, Barry (1997). 《Paul McCartney: Many Years From Now》. New York: Henry Holt & Company. ISBN 0-8050-5249-6.
- Spitz, Bob (2005). 《The Beatles: The Biography》. Boston: Little, Brown. ISBN 0-316-80352-9.
- Turner, Steve (2005). 《A Hard Day's Write》 Thi판. HarperResource. ISBN 0-06-273698-1.
- “Yellow Submarine”. 《The Beatles Bible》. 2008. 2008년 10월 11일에 확인함.
- “Yellow Submarine”. 《Beatles Interview Database》. 2008. 2008년 9월 9일에 확인함.
- “Yellow Submarine”. 《Icons of England》. 1999년 8월 20일. 2012년 4월 10일에 원본 문서에서 보존된 문서. 2008년 9월 9일에 확인함.
- Royal Philharmonic Orchestra (2008). 《Yellow Submarine》. YouTube.
- Emlyn Ellis Addison (2012). 《Elegy For A Stranger - A Realization of "Yellow Submarine" by the Beatles》. YouTube.